# Поток Арктура
Поток Арктура — звёздный поток, который включает в себя яркую звезду Арктур. Поток содержит множество звёзд, которые обладают общим собственным движением и таким образом физически связаны. Он находится вне плоскости галактики Млечный Путь и, скорее всего, является остатком древней карликовой спутниковой галактики, которая была давно разрушена и поглощена Млечным Путём. Поток состоит из старых звёзд с дефицитом тяжёлых элементов.
Исследование по определению лучевых скоростей в Австралийской Астрономической Обсерватории во главе с Квентином Паркером было первым, которое подтвердило сущность потока, хотя астрономы знали о его существовании и ранее. Впервые он был обнаружен в 1971 году.
Иван Минчев из Страсбургского университета и его коллеги утверждают, что поток Арктура возник в результате поглощения другой галактики Млечным Путём около 2 млрд лет назад.
В потоке также находятся звёзды М-класса 27 Рака, Альфа Лисички и RT Гидры.

## Некоторые звёзды потока
- Арктур
- 27 Рака
- Альфа Лисички
- Ню Девы